# Jacek Szczygieł
Jacek Szczygieł (ur. 20 maja 1942 we Lwowie, zm. 26 listopada 2003 w Koszalinie) – polski kompozytor, pianista i akompaniator rozrywkowy.

## Życiorys
Ukończył Państwową Średnią Szkołę Muzyczną w Katowicach (1961), następnie w latach 1961–1963 studiował w Wyższej Szkole Ekonomicznej w Poznaniu. Grał w szkolnych i studenckich zespołach jazzowych, prowadził studencki kabaret Pegazik. W 1963 roku zdobył I nagrodę na Studenckim Festiwalu Piosenki w Krakowie za utwór Urojona kantyna do słów K.I. Gałczyńskiego w interpretacji Bogdany Zagórskiej. W latach 1963–1968 działał w Warszawie, gdzie współpracował jako kompozytor i pianista z takimi kabaretami jak Dudek, Hybrydy i Pod Papugami. Akompaniował Wojciechowi Młynarskiemu, Sławie Przybylskiej i Jerzemu Połomskiemu. Od 1968 do 1971 roku był kierownikiem Telewizyjnej Giełdy Piosenki oraz prowadzącym programu telewizyjnego Muzyka lekka, łatwa i przyjemna. W latach 1971–1975 prowadził grupę wokalno-instrumentalną Ptaki. Między 1987 a 1994 rokiem pracował razem z Tadeuszem Drozdą.
Pisał piosenki m.in. dla Krzysztofa Krawczyka, Haliny Kunickiej, Wojciecha Młynarskiego, Jerzego Połomskiego, Ireny Santor, Jadwigi Strzeleckiej i Mieczysława Wojnickiego. Do jego najbardziej znanych przebojów należą Niedziela na Głównym, Kiedy miłość odchodzi, Taka jestem zakochana, Dziewczyny kochajcie nas. Był autorem musicali City, Myszka i Podróż do wnętrza poduszki, bajki muzycznej Pierścień i róża, widowiska muzycznego A mnie się serce rwie do wojska oraz muzyki do prawie 40 spektakli teatralnych.